# 那賀川町北中島
那賀川町北中島（なかがわちょうきたなかしま）は、徳島県阿南市の大字。2010年10月1日現在の人口は185人、世帯数は65世帯。郵便番号は〒779-1246。

## 地理
阿南市の北部に位置。南は那賀川町中島、南西は那賀川町赤池、西・北・東は那賀川町上福井と接する。稲作中心の農業地域であるが、ウリ等の施設園芸に取り組む。

### 河川
- 出島川

## 歴史
2006年（平成18年）3月20日に那賀郡那賀川町が阿南市と合併し、阿南市那賀川町北中島になる。

## 施設
- 栗島神社
- 春日神社

## 交通

### 道路
国道
- 国道55号（阿南道路）